# بلاكي وكانوتو (فلم)
بلاكي وكانوتو (بالإنجليزية: Blackie & Kanuto) هو فيلم رسوم متحركة من إنتاج بالوكو، لوميك ستوديوز، فيلم انفستمنت بييمونتي، أرت مل، وطلب عام 2012.

## قصة
بلاكي نعجة سوداء تعيش في مزرعة، وهي مهووسة بالذهاب إلى القمر، أما كلب المزرعة (كانوتو) فتتشابك خططه معها حينما فشل في إخفاء حبه لها، فيقومان معًا بمغامرة كبيرة يقابلان فيها البقرة التي تغني بطريقة أوبرالية، والذئب مصمم الأزياء، وكائنات أخرى عجيبة.

## وصلات خارجية
- مقالات تستعمل روابط فنية بلا صلة مع ويكي بيانات